# Kisbárkány
Kisbárkány è un comune dell'Ungheria di 250 abitanti (dati 2001). È situato nella contea di Nógrád.